# یادمان‌های نظامی گنجوی
این فهرست به یادمان‌های نظامی گنجوی می‌پردازد.

## جای‌ها
- آرامگاه نظامی گنجوی
- حکیم نظامی
- زادگاه نظامی گنجوی
- مدرسه حکیم نظامی
- موزه ادبیات نظامی گنجوی

## مناسبت‌ها
- ۲۱ اسفند

## دیگر
- مجسمه نظامی گنجوی (باکو)